# Stazione di Sebenico
La stazione di Sebenico è uno dei capolinea della ferrovia Dalmata. 

## Storia
La stazione fu aperta al traffico il 4 ottobre 1887.